# Direkte Steuer (Vereinigte Staaten)
Im amerikanischen Verfassungsrecht ist eine direkte Steuer eine Abgabe, die auf Vermögen oder Erträge vom Vermögen oder als Kopfsteuer erhoben wird. Direkte Steuern waren jedoch nur zulässig, sofern die Erhebung proportional zu ihrer Bevölkerungszahl auf die Bundesstaaten verteilt wurde. So enthielt der Revenue Act of 1861 einen Passus, der eine direkte Steuer in Höhe von 20 Millionen US-Dollar vorsah und für jeden der Bundesstaaten festlegte, welcher Anteil davon dort zu erheben war. Da es sich um eine reine Substanzsteuer handelte, ergab sich die Steuerlast jedes Einwohners als Anteil des Werts seiner Güter am Gesamtwert aller Güter in Privatbesitz in dem Bundesstaat.
Der Begriff der direkten Steuer erfuhr im späten 19. Jahrhundert große Beachtung im Rahmen mehrerer Gerichtsverfahren, in denen die Verfassungswidrigkeit einer Einkommensteuer geprüft wurde, die der Kongress 1894 als Teil des Wilson-Gorman-Gesetzes schuf. Das Gesetz sah vor, dass jedes Jahreseinkommen ungeachtet der Einkunftsart ab 4.000 US-Dollar mit einem Satz von zwei Prozent besteuert werden sollte. Im Grundsatzurteil Pollock v. Farmers’ Loan & Trust Co. erklärte der Oberste Gerichtshof am 8. April 1895 die Teile des Gesetzes verfassungswidrig, mit denen eine Besteuerung von Einkünften aus Mieten, Dividenden, Zinsen oder anderen Nutzungen von Vermögen bestimmt wurde. Eine solche Abgabe sei zwangsläufig eine direkte Steuer und müsse demnach entsprechend den Bevölkerungszahlen der Bundesstaaten erhoben werden.

## Indirekte Steuer
Eine indirekte Steuer ist eine Abgabe, die auf ein Ereignis erhoben wird, worunter Wirtschaftstransaktionen wie Schenkungen und Erbschaften, aber in Form einer Einkommensteuer auch Erträge aus der eigenen Arbeitskraft fallen.
Die Unterscheidung zwischen direkter und indirekter Steuer verlor 1913 mit der Verabschiedung des 16. Zusatzartikels an praktischer Bedeutung. Dem Kongress wurde mit dieser Verfassungsänderung die Kompetenz eingeräumt, Steuern auf Einkommen jeglicher Art ohne Zuteilungserfordernis und ohne Berücksichtigung von Volkszählungen zu erheben.